# Suminia
Suminia – nazwa rodzajowa prymitywnego terapsyda należącego do podrzędu anomodontów, żyjącego w późnym permie, około 260 milionów lat temu. Nazwa zwierzęcia nawiązuje do nazwiska rosyjskiego paleontologa, D. Sumina.
Szczątki suminii odkryto nad rzeką Wiatką w środkowej Rosji. Zachowały się w pokładach piaskowca, powstałych ze słodkowodnych osadów. W związku z tym uważa się, że omawiane zwierzę zamieszkiwało wybrzeża jezior oraz rzek. Możliwe, że terapsyd ten żył też na innych terenach, ale jego skamieniałości nie dochowały się w innych skałach.
Było to zwierzę wielkości kota (około 30 cm długości). Oczodoły zwierzęcia były duże i znajdowały się blisko otworu skroniowego. Na szczególną uwagę zasługują zęby zwierzęcia. Były względnie duże, a ich powierzchnie silnie starte. Wiązać się to mogło z przyjmowaniem pokarmu zawierającego krzemionkę. Zęby górne i dolne pasowały do siebie, co pozwalało na żucie jedzenia. Ponadto, mikroskopowe badania tylnych zębów suminii wykazały, że rzeczywiście do tego celu służyły. Zużyte zęby zastępowane były przez nowe.
Wszystko skazuje na to, że omawiane zwierzę było pierwszym znanym roślinożernym przeżuwaczem. Pierwsze czworonogi bazujące wyłącznie na materiale roślinnym pojawiły się 30 milionów lat wcześniej, ale spożywały go w formie nieobrobionej. Zaawansowany charakter szczęk suminii pozwalał na jedzenie twardych fragmentów roślin oraz na szybsze i bardziej efektywne trawienie. W związku z tym przypuszcza się, że mogło to się wiązać z ewentualną stałocieplnością suminii, co wiąże się z szybszym metabolizmem zwierzęcia (należy pamiętać, że inna grupa terapsydów dała początek ssakom). Jednakże blisko spokrewnione z suminią dicynodonty nie potrafiły żuć roślin. R. Reisz uważa, że przełom w jedzeniu roślin zauważalny u suminii dał początek powszechnemu występowaniu zwierząt roślinożernych.
| ← mln lat temuSuminia |          |            |          |          |           |         |          |         |          |           |      |    |
| Prekambr←4,6 mld      | Kambr541 | Ordowik485 | Sylur443 | Dewon419 | Karbon359 | Perm299 | Trias252 | Jura201 | Kreda145 | Paleog.66 | Ng23 | Q2 |